# ليو شتاين (صحفي)
ليو شتاين (بالإنجليزية: Leo Stein)‏ هو صحفي أمريكي، ولد في 11 مايو 1872 في Allegheny, Pennsylvania ‏ في الولايات المتحدة، وتوفي في 29 يوليو 1947 في فلورنسا في إيطاليا بسبب سرطان.